# Paraxenisaurus
Paraxenisaurus byl rod ornitomimosaurního ("pštrosího") dinosaura z čeledi Deinocheiridae, žijícího v období pozdní křídy (pozdní kampán, asi před 73 až 72 miliony let) na území dnešního Mexika (stát Coahuila). Typový druh P. normalensis byl formálně popsán roku 2020.

## Objev a popis
Fosilie několika různých jedinců byly objeveny v sedimentech souvrství Cerro del Pueblo, jedná se zejména o fosilní obratle a části kostry předních i zadních končetin. Výzkum těchto fosilií vedla paleontoložka Claudia Inés Serrano-Brañas, která spolu s kolegy identifikovala nález jako poměrně velkého deinocheiridního ornitomimosaura (vzdáleně příbuzného asijskému rodu Deinocheirus). Jedná se tedy o prvního zástupce deinocheiridů, známého dosud z území Severní Ameriky. Délka tohoto teropoda je odhadována asi na 6 metrů, čímž představoval středně velkého až velkého zástupce ornitomimosaurů.
Ekosystémy sdílel s ceratopsidem rodu Coahuilaceratops a s hadrosauridy (kachnozobými dinosaury) rodů Velafrons, Kritosaurus a Latirhinus.

## Pochybnosti o platnosti taxonu
Na internetových stránkách se objevily spekulace ohledně validity (vědecké platnosti) nového teropoda. Není totiž jisté, zda holotyp a paratypy objevené ve vzdálenosti 14 kilometrů, skutečně patří stejnému druhu dinosaura. Nepochybně se jedná o zástupce kladu Neotheropoda, přesnější určení ale může být problematické.